# علی تکین
علی تکین برادر محمد تغان خان و یوسف قادر خان و از امرای قراخانی در عهد غزنویان می‌باشد. بعد از مرگ محمد تغا خان برادرش ارسلان‌خان بر تخت نشست اما علی‌تکین برادر دیگرشان نیز مدعی جانشینی بود؛ بنابراین سالیان سال میان دو برادر به جنگ و کشمکش گذشت که پایان این اختلافات مرگ ارسلان‌خان و حکومت علی‌تکین بود.
وی با سلجوقیان روابط خوبی داشت و در ازای وجهی که از آن‌ها می‌گرفت، به سرکوب مخالفانشان می‌پرداخت. مردم نواحی سمرقند و بخارا به سلطان محمود غزنوی نامه نوشتند و از ستم و بیداد علی‌تکین گلایه کردند. محمود بارها به قصد جان وی به ترکستان لشکر کشید اما به علت متواری‌شدن و پنهان‌شدن علی تکین نتوانست او را دستگیر کند. چون پادشاه درگذشت سلطان مسعود برای غلبه بر برادرش محمد، از علی‌تکین یاری خواست و مبلغی پیش مزد برایش فرستاد؛ ولی پیش از آنکه جوابی به درخواست وی برسد، کار محمد یکسره شد و علی‌تکین نیز دیگر چندان اعتنایی به شأن سلطان جدید یعنی مسعود نکرد و مبلغ را بازپس نداد.
در سال ۴۲۳ ه‍.ق مسعود، آلتون‌تاش خوارزم‌شاه را برای دفع وی فرستاد؛ و در جنگی که بین دو سپاه روی داد، آلتون‌تاش زخمی سخت برداشت و روز دیگر درگذشت و سپاهیان او قاصدی نزد علی‌تکین فرستادند و با او مصالحه کردند و به خراسان بازگشتند. علی‌تکین تا سال ۴۲۶ ه‍.ق در قید حیات بود و با هر کس که مالی برایش می‌فرستاد سازش و دوستی داشت و در آن سال درگذشت.